# Schwarzschildov polmer
Schwarzschildov polmer [švárcšildov ~] (včasih tudi gravitacijski polmer) je polmer krogle, ki obdaja nevrtečo se in nenabito (brez električnega naboja) črno luknjo. To je polmer krogle, ki vsebuje dovolj mase, da iz njenega območja ne more uiti niti svetloba. Velja tudi, da iz območja črne luknje zaradi prevelike težnosti ne more uiti nobena informacija. Črne luknje so telesa, ki imajo manjši ali enak polmer, kot je njihov Schwarzschildov polmer. To pomeni, da je ubežna hitrost svetlobe za črno luknjo enaka hitrosti svetlobe. Schwarzschildov polmer je tudi polmer dogodkovnega obzorja krogelne črne luknje.
Imenuje se po nemškem astronomu in fiziku Karlu Schwarzschildu (1873–1916), ki je leta 1916 prvi rešil Einsteinove vakuumske enačbe polja za krogelno simetrične nevrteče sisteme brez električnega naboja.

## Opis
Schwrzschildov polmer je polmer krogle, ki bi naj vsebovala dovolj mase, da niti svetloba ne bi mogla uiti iz njenega težnostnega polja. Velikost Schwarzschildovega polmera se izračuna iz:
{\displaystyle r_{\rm {s}}={\frac {2\kappa m}{c_{0}^{2}}}={\frac {2\mu }{c_{0}^{2}}}\!\,,}
kjer je:
- {\displaystyle r_{\rm {s}}\!\,} – Schwarzschildov polmer (oznake tudi {\displaystyle r_{0}\!\,}[3]:456, {\displaystyle r_{\rm {g}}\!\,}[4]:101 ali {\displaystyle {\mathfrak {R}}\!\,}[5]:51),
- {\displaystyle \kappa \!} – Newtonova splošna gravitacijska konstanta,
- {\displaystyle m\!} – masa telesa,
- {\displaystyle c_{0}\!} – hitrost svetlobe v vakuumu,
- {\displaystyle \mu \,} – standardni težnostni parameter.

To pomeni, da takrat, ko se maso stisne v kroglo, ki ima polmer manjši od Schwarzschildovega polmera, se dobi črno luknjo. Površina krogle, ki ima polmer enak 1 Schwarzschildovemu polmeru, se imenuje dogodkovno obzorje. Schwarzschildov polmer za Zemljo je približno 9 mm:
{\displaystyle r_{\rm {s\oplus }}={\frac {2\kappa m_{\oplus }}{c_{0}^{2}}}={\frac {2\cdot 6,67428\cdot 10^{-11}\cdot 5,9736\cdot 10^{24}}{299792458^{2}}}\approx 8,9\ {\mbox{mm}}\!\,,}
za Sonce pa približno 3 km:
{\displaystyle r_{\rm {s\odot }}={\frac {2\kappa m_{\odot }}{c^{2}}}={\frac {2\cdot 6,67428\cdot 10^{-11}\cdot 1,9885\cdot 10^{30}}{299792458^{2}}}\approx 2953,4\ {\mbox{m}}\!\,.}
To pomeni, da bi Zemlja morala imeti vsaj 4×1026-krat večjo gostoto, da bi postala črna luknja.
Razmerji polmerov sta:
{\displaystyle {\frac {r_{\oplus }}{r_{\rm {s\oplus }}}}={\frac {6378137}{8,9\cdot 10^{-3}}}\approx 716644607\!\,,}
{\displaystyle {\frac {r_{\odot }}{r_{\rm {s\odot }}}}={\frac {6,96\cdot 10^{8}}{2953,4}}\approx 235661\!\,.}

## Zgodovina
Pomen singularnosti pri {\displaystyle r=2m=2\mu \!\,} (v naravnih enotah, {\displaystyle c_{0}=\kappa =1\!\,}) je prvi uvidel Hadamard, ki se je med konferenco v Parizu leta 1922 vprašal kaj se lahko zgodi, če lahko fizikalni sistem sploh kdaj doseže to singularnost. Einstein je vztrajal, da je ne more doseči, in nakazal hude posledice na Vesolje, ter hudomušno imenoval singularnost »Hadamardova katastrofa«.
Schwarzschildov izvirni model zvezde je privzel nestisljivo tekočino. Einstein je pokazal, da je bil to nerazumljiv privzetek, saj bi se lahko zvok širil z neskončno hitrostjo. V svojem delu je obravnaval model zvezde, kjer so bile komponente zvezde krožeče mase, in pokazal, da bi lahko na Schwarzschildovem polmeru tirne hitrosti presegle hitrost svetlobe. Leta 1939 je s tem pobijal, da bi se to lahko zgodilo, tako da singularnost v naravi ne more nastati. Istega leta sta Oppenheimer in Snyder obravnavala model oblaka prahu, kjer so se prašni delci oblaka gibali radialno proti eni točki, in pokazala, da lahko dosežejo singularnost v končnem lastnem času. Ko prečkajo mejo, sta Oppenheimer in Snyder opazila, da so svetlobni stožci obrnjeni navznoter, in, da noben signal ne more uiti navzven.:455 Izračunala sta gravitacijsko sesedanje homogene tekoče krogle proste tlaka in ugotovila, da se odvoji od preostalega Vesolja.